# Georg Otto von Toggenburg
Georg Otto von Toggenburg-Sargans (Rhäzüns, 20 gennaio 1810 – Bolzano, 8 marzo 1888) è stato un politico austriaco.

## Biografia
Georg Otto nacque in Svizzera nel 1810 dalla nobile famiglia dei conti di von Toggenburg-Sargans i quali godevano di antica nobiltà. La sua famiglia discendeva infatti dagli antichi conti di Toggenburg, ai quali venne aggiunto anche il predicato di Sargans dopo che il padre di Georg Otto, Johann Georg, ottenne nel 1835 una riconferma di nobilitazione ed una nuova concessione dal Regno di Francia col titolo di Cavaliere ereditario.
Intrapresa la carriera politica in Austria, Georg Otto von Toggenburg-Sargans divenne dal
22 luglio 1850 governatore di Venezia per conto del Viceré del Regno Lombardo-Veneto, rimanendo in carica sino al 1855.
In quell'anno venne nominato Ministro del Commercio dell'Impero Austriaco, apportando importanti riforme per la regolazione della produzione interna delle industrie e occupandosi anche dei rapporti con l'esterno in campo commerciale, in particolare con le dipendenze austriache come il Regno Lombardo-Veneto o l'Ungheria. Occupò questa carica sino al 1859.
Il 9 febbraio 1860 venne nuovamente nominato governatore a Venezia, ma era quello uno dei periodi forse più travagliati del dominio austriaco in Italia settentrionale: nel 1861 dovette firmare all'armistizio che sciolse definitivamente il Regno Lombardo-Veneto, cedendo la Lombardia al Regno di Sardegna e lasciando il Veneto in mano austriaca. Successivamente, dopo i tragici eventi della Battaglia di Lissa nella terza guerra di indipendenza, venne costretto a lasciare Venezia il 18 ottobre 1866, la quale venne definitivamente ceduta al governo italiano.
Tornato in patria, tra il 1866 al 1868 venne nominato governatore del Tirolo e del Vorarlberg, trovandosi ancora una volta a dover fronteggiare i piemontesi che, guidati da Giuseppe Garibaldi, tentarono l'invasione del Trentino.
Sul lato della vita privata ebbe un figlio, Friedrich von Toggenburg, il quale seguì le orme paterne e fu anch'egli governatore di Tirolo e Vorarlberg.
Morì a Bolzano l'8 marzo 1888.